# Hiệp hội Nghệ thuật Vương thất Anh

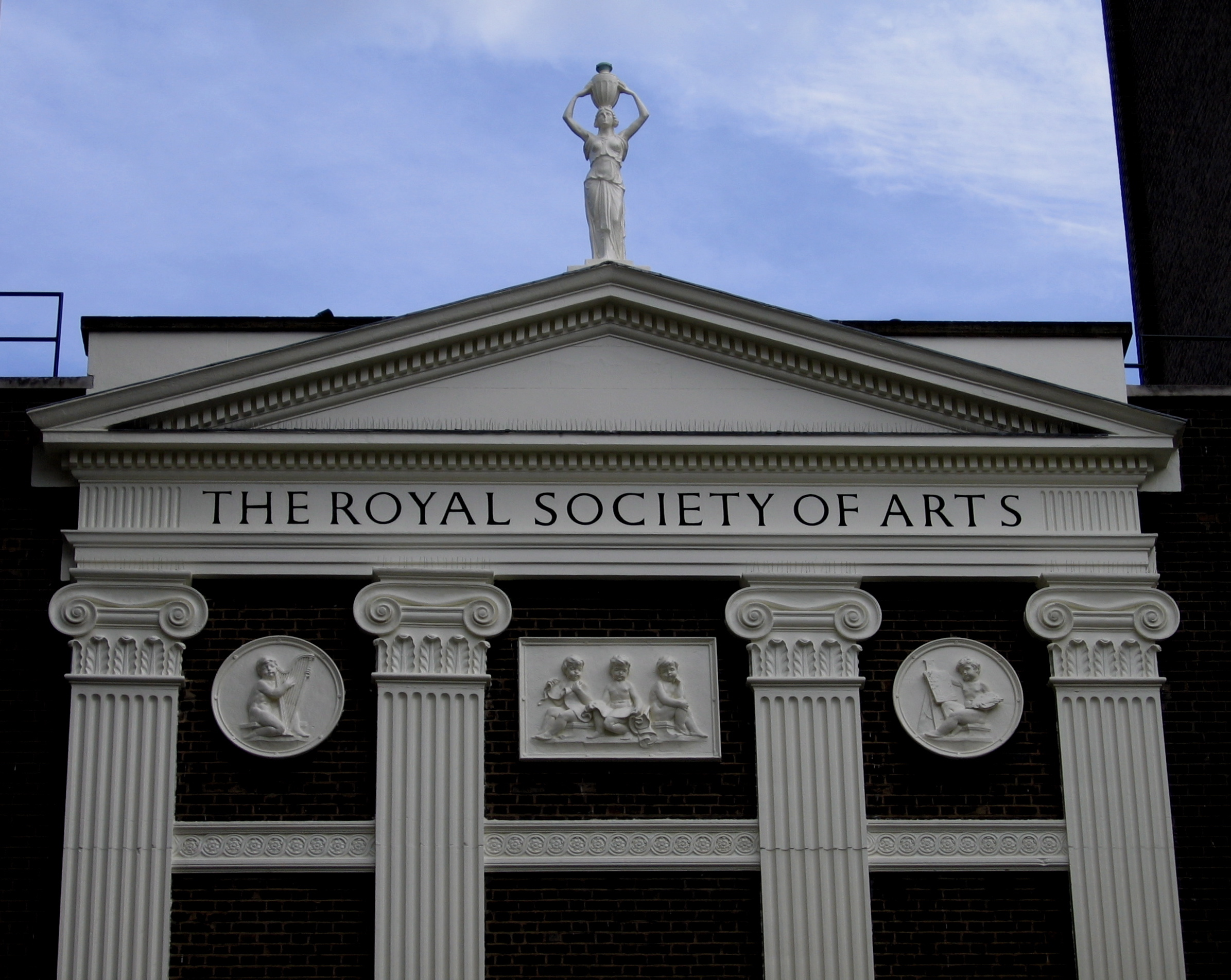
Hiệp hội Nghệ thuật Hoàng gia Anh tại Luân Đôn, Vương quốc Anh

Hiệp hội Vương thất Anh về Xúc tiến Nghệ thuật, Sản xuất và Thương mại, thường được gọi tắt là Hiệp hội Nghệ thuật Vương thất Anh (Hiệp hội Vương thất RSA hay RSA) là một tổ chức của Vương thất Vương quốc Anh có trụ sở tại Luân Đôn cam kết tìm kiếm các giải pháp thiết thực cho các thách thức xã hội. Được thành lập vào năm 1754 bởi William Shipley, Hiệp hội nhận Hiến chương Hoàng gia vào năm 1847. RSA được miêu tả là "một tổ chức khai sáng của thế kỷ 21 nhằm cam kết tìm kiếm các giải pháp thực tiễn và sáng tạo cho các thách thức xã hội ngày nay".
Các Ủy viên (Fellow) đáng chú ý của Hiệp hội bao gồm Charles Dickens, Benjamin Franklin, Stephen Hawking, Karl Marx, Adam Smith, Nelson Mandela, David Attenborough, William Hogarth, John Diefenbaker và Tim Berners-Lee. Hiện nay, RSA có các Ủy viên được bầu chọn từ 80 quốc gia trên toàn thế giới.
Bên cạnh việc trao tặng chức Ủy viên RSA (Fellowship of the Royal Society of Arts), Hiệp hội còn trao tặng ba loại huân chương bao gồm Huân chương Albert, Huân chương Benjamin Franklin và Huân chương Bicentenary.

## Tên và nhiệm vụ

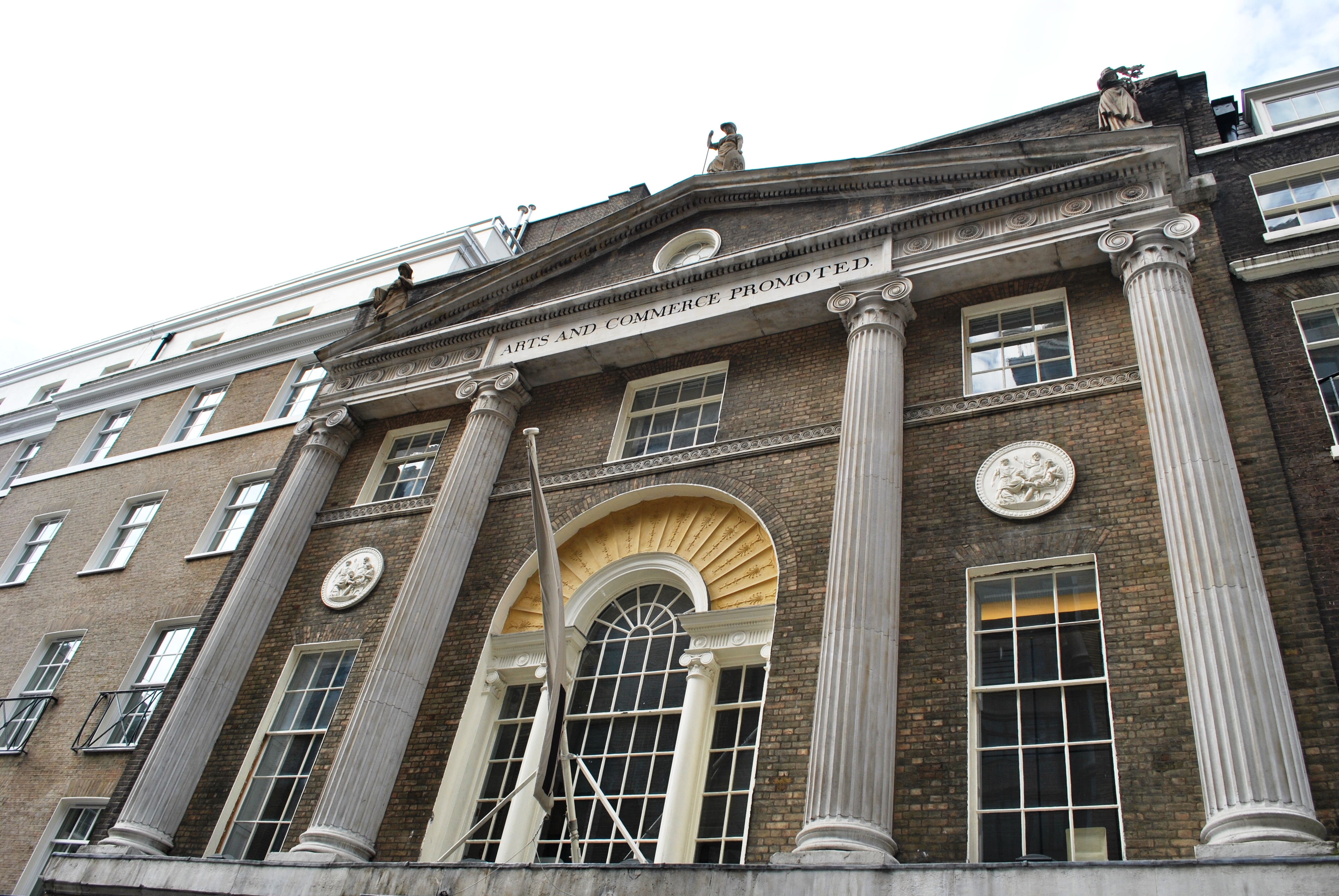
Hiệp hội Nghệ thuật Hoàng gia Anh, mặt trước tòa nhà

Trên tòa nhà của RSA có khắc chữ Hiệp hội Nghệ thuật Hoàng gia Anh (Royal Society of Arts) (xem ảnh), mặc dù tên đầy đủ của nó là Hiệp hội Hoàng gia Anh về Xúc tiến Nghệ thuật, Sản xuất và Thương mại. Tên viết tắt RSA tương ứng được sử dụng thường xuyên hơn tên đầy đủ.
Nhiệm vụ của RSA thể hiện trong điều lệ thành lập là "thúc đẩy doanh nghiệp, mở rộng khoa học, cải tiến nghệ thuật, cải thiện sản xuất và mở rộng thương mại", nhưng cũng đề cấp sự cần thiết của việc giảm nghèo và đảm bảo việc làm đầy đủ. Trên trang web của mình, RSA mô tả mình là "một tổ chức khai sáng cam kết tìm kiếm các giải pháp thực tiễn sáng tạo cho các thách thức xã hội ngày nay".

## Lãnh đạo
Hiện tại, Người Bảo trợ của RSA là Nữ vương Elizabeth II, Chủ tịch là Vương nữ Vương thất Anne, Chủ tọa là Vikki Heywood và Giám đốc điều hành là Matthew Taylor.

### Danh sách Chủ tịch của RSA
- 1755-1761: Tử tước Folkestone
- 1761-1793: Huân tước Romney
- 1794-1815: Công tước xứ Norfolk
- 1816-1843: Công tước xứ Sussex
- 1843-1861: Vương tế Albrecht
- 1862-1862: William Tooke
- 1863-1901: Thân vương xứ Wales
- 1901-1901: Ngài Frederick Bramwell
- 1901-1910: Thân vương xứ Wales
- 1910-1910: Huân tước Alverstone
- 1911-1942: Công tước xứ Connaught
- 1942-1943: Ngài Edward Crowe
- 1943-1945: E.F. Armstrong
- 1945-1947: Tử tước Bennett
- 1947-1952: Vương nữ Elizabeth, Công tước phu nhân xứ Edinburgh (sau là Nữ vương Anh)
- 1952-2011: Công tước xứ Edinburgh[3]
- 2011-nay: Vương nữ Vương thất

## Ủy viên
Các ứng cứ viên cho chức vụ Ủy viên của RSA có thể đăng ký thông qua một quy trình kĩ lưỡng được xem xét một cách trang trọng bởi hội đồng giám khảo; họ có thể được đề cử bởi những Ủy viên cũ. Kể từ khi thành lập vào năm 1754, RSA đã trao hơn 28.000 giải thưởng Ủy viên (Fellowship), trung bình trên dưới 100 giải thưởng mỗi năm trên toàn thế giới. Các Ủy viên phải có được mức độ thành tích cao liên quan đến nghệ thuật, sản xuất và thương mại và "chia sẻ các giá trị"  của RSA cũng như "cam kết hỗ trợ sứ mệnh của RSA". Sự thay đổi này trùng hợp với việc đổi thương hiệu cho nhiệm vụ RSA  như là một "tổ chức khai sáng của thế kỷ 21" và cách tiếp cận của nó là "Sức mạnh để Tạo ra." Các Ủy viên Trọn đời càng phải có thành tích đặc biệt cao. RSA nói: "Ủy viên RSA là một cộng đồng quốc tế của người thành đạt và có ảnh hưởng đến từ nhiều lĩnh vực, họ được sử dụng danh hiệu 'FRSA' sau tên của mình. Ủy viên có thể là nhà doanh nghiệp cho đến nhà khoa học, nhà lãnh đạo cộng đồng cho đến nhà sáng tạo thương mai, các nghệ sĩ và nhà báo cho đến kiến trúc sư và kỹ sư, và nhiều hơn nữa." Các Ủy viên của RSA được quyền sử dụng các chữ cái sau tên của họ là FRSA. Họ cũng được sử dụng Dinh cơ RSA cũng như các tòa nhà của RSA tại trung tâm Luân Đôn. Giải thưởng Ủy viên (Fellowship) được xem là một vinh dự và đặc quyền.

## Dinh cơ RSA
RSA chuyển đến Dinh cơ hiện tại của nó vào năm 1774. RSA House, nằm ở phố John Adam, gần đường Strand ở trung tâm Luân Đôn, được thiết kế bởi James Adam và Robert Adam như một phần của kế hoạch Adelphi sáng tạo của họ. Tòa nhà ban đầu (số 6-8 đường John Adam) bao gồm Phòng lớn, có một chuỗi các bức tranh tuyệt đẹp của nghệ sĩ người Ireland James Barry có tựa đề Tiến trình tri thức và văn hóa của con người và chân dung của chủ tịch thứ nhất và thứ hai của Hiệp Hội, được vẽ bởi Thomas Gainsborough và Joshua Reynold.
Tòa nhà được nâng cấp vào năm 2012 bởi Matthew Lloyd Architects đã giành được giải thưởng RIBA London năm 2013 và Giải thưởng Di sản nước Anh RIBA vì có công duy trì môi trường lịch sử, cũng vào năm 2013.

## Tổ chức liên kết
Nguồn gốc của Học viện Nghệ thuật Vương thất Luân Đôn là nhờ vào các nỗ lực vào năm 1755 của các thành viên RSA, chủ yếu là nhà điêu khắc Henry Cheere, để thành lập một học viện nghệ thuật tự trị để dạy vẽ và điêu khắc. Trước đó, một số nghệ sĩ là thành viên của RSA, bao gồm Cheere và William Hogarth, hoặc đã tham gia vào các học viện nghệ thuật tư nhân quy mô nhỏ, như Học viện Lane của St Martin. Mặc dù nỗ lực của Cheere đã thất bại, nhưng điều lệ cuối cùng, được gọi là 'Công cụ', được sử dụng để thành lập Học viện Nghệ thuật Hoàng gia trong hơn một thập kỷ sau đó gần như giống hệt với Cheere và RSA soạn thảo vào năm 1755. RSA cũng đã tổ chức Triển lãm nghệ thuật đương đại đầu tiên vào năm 1760. Thomas Gainsborough và Joshua Reynold nằm trong số những người tham gia triển lãm đầu tiên này và sau đó là thành viên sáng lập của Học viện Nghệ thuật Hoàng gia vào năm 1768.

## Hoạt động
Tại Vương quốc Anh và Ireland, RSA cung cấp các hoạt động trong khu vực để khuyến khích các Ủy viên giải quyết các chủ đề địa phương đáng quan tâm và kết nối với các Ủy viên khác tại địa phương. Các khu vực của Vương quốc Anh là: London, Trung, Bắc, Scotland, Đông Nam, Tây Nam, Wales và, Ireland.
RSA có sự hiện diện trên toàn thế giới theo chương trình RSA Toàn cầu với sự hiện diện đáng chú ý tại Úc, New Zealand và Hoa Kỳ.

## Tư liệu tham khảo
1. ↑  "History of the RSA". Bản gốc lưu trữ ngày 1 tháng 12 năm 2008.
2. ↑  Vikki Heywood CBE. RSA. Truy cập ngày 20 tháng 12 năm 2016.
3. ↑  AIM25 text-only browsing: Royal Society of Arts: ROYAL SOCIETY OF ARTS Lưu trữ ngày 3 tháng 3 năm 2016 tại Wayback Machine. Aim25.ac.uk. Truy cập 2013-07-17.
4. 1 2 3  "Join the Fellowship". Royal Society of Arts. Bản gốc lưu trữ ngày 6 tháng 5 năm 2022. Truy cập ngày 18 tháng 4 năm 2017.
5. 1 2  "Fellowship" Lưu trữ ngày 26 tháng 7 năm 2019 tại Wayback Machine, RSA. Truy cập ngày 16 tháng 3 năm 2017.
6. ↑  "Our Mission". Bản gốc lưu trữ ngày 3 tháng 4 năm 2019. Truy cập ngày 26 tháng 7 năm 2019.
7. ↑  RSA. "Fellowship - RSA". www.thersa.org.
8. ↑  "Dr. van der Linden Elected Fellow of the Royal Society of Arts (RSA)".
9. ↑  "Derrick Gosselin elected Fellow of the Royal Society of Arts".
10. ↑  City University London. "City academic elected to prestigious RSA Fellowship". Truy cập ngày 18 tháng 5 năm 2017.
11. ↑  The Royal Society of Arts Lưu trữ ngày 4 tháng 3 năm 2016 tại Wayback Machine, Matthew Lloyd Architects. Truy cập ngày 11 tháng 1 năm 2016.
12. ↑  Gordon Sutton, Artisan or Artist?: A History of the Teaching of Art and Crafts in English Schools (London: Pergamon Press, 2014) p.297